# Sidney Tobias
Sidney José Tobias, mais conhecido como Sidney Tobias ou simplesmente Sidney (São Paulo, 20 de agosto de 1963), é um ex-futebolista brasileiro.
Ficou famoso tanto pelas trancinhas que usava no cabelo como pelos dribles que dava nos marcadores em campo.
É irmão de Toninho, campeão da Copa São Paulo de Futebol Júnior em 1993 pelo São Paulo.

## Biografia
Veio da várzea, onde atuou no Serva de Vila Anastácio e foi revelado nas categorias de base do São Paulo, sendo que morou no Morumbi desde os 15 anos. Subiu à equipe profissional em 1984 e foi, ao lado de Müller e Silas, um dos principais expoentes dos "Menudos do Morumbi", o time com vários jogadores jovens que conquistou o Campeonato Paulista de 1985. Na final deste estadual, contra a Portuguesa, Sidney marcou um dos gols da vitória são-paulina.
Foi um dos 29 jogadores convocados por Telê Santana para os preparativos da Seleção Brasileira para a Copa do Mundo de 1986, no México. "Confiava na convocação e, ao mesmo tempo, duvidava", disse, ao saber da convocação. "Às vezes, não tinha tanta certeza." Durante os treinamentos, sofreu uma contusão e, ao fazer o tratamento no São Paulo, resolveu por conta própria correr na pista do Morumbi e depois fez críticas ao corpo médico da CBF, que teria inventado uma contusão para poder cortá-lo mais rapidamente. Acabou cortado por indisciplina.
De volta ao São Paulo, ajudou o clube a conquistar o título do Campeonato Brasileiro de 1986, mas, no Campeonato Paulista de 1987, perdeu a posição para Edivaldo, que o time contratara do Atlético Mineiro, e acabou emprestado em março de 1987 ao Flamengo, onde disputaria apenas 10 jogos e teve problemas por não aceitar a reserva, mesmo em má forma física. No segundo semestre daquele ano, foi emprestado novamente, agora para o Marítimo, de Portugal, onde ficou por apenas dois meses. Voltou ao Morumbi e atuou em algumas partidas pelo Campeonato Paulista de 1988, mas acabou vendido para o Santos, para a disputa do Campeonato Brasileiro. No São Paulo, jogou 196 partidas (97 vitórias, 61 empates e 38 derrotas) e marcou 17 gols.
Ficou afastado no Peixe durante o primeiro semestre de 1989.
Em 1990, foi campeão brasileiro da Série C pelo Atlético Goianiense.
Em 1993, passou pelo Grêmio Maringá.
Encerrou a carreira prematuramente, depois de problemas disciplinares e de ganhar peso, sem repetir as atuações do início que o tinham levado à Seleção.
Em 2020, comandou o Guajará na reta final do Campeonato Rondoniense.

## Títulos
São Paulo FC
- Campeonato Brasileiro: 1986
- Campeonato Paulista: 1985[6] e 1987

Seleção Brasileira Sub-20
- Campeonato Mundial Sub-20: 1983